# Vanessa Zima
Vanessa Zima (ur. 17 grudnia 1986 w Phillipsburgu) – amerykańska aktorka.

## Życiorys
Urodziła się w Phillipsburgu w rodzinie Dennisa i Marie. Ma dwie siostry: Madeline i Yvonne, również aktorki. Posiada polskie korzenie, jej dziadek po kądzieli był Polakiem. Vanessa Zima była nominowana do Young Artist Award.

## Filmografia
Filmy fabularne
- 1995: Klub Baby-Sitters (The Baby-Sitters Club)
- 1997: Złoto Uleego (Ulee's Gold)
- 1998: The Rose Sisters
- 1998: Niedobra (Wicked)
- 2000: Mali spryciarze (The Brainiacs.com)
- 2001: Zoe
- 2004: Jaskinie serca (Cavedweller)
- 2006: The Far Side of Jericho
- 2011: The Absent
- 2011: Destruction Party
- 2015: The Automatic Hate

Produkcje telewizyjne
- 1995-1996: Morderstwo (Murder One)
- 1997: Crisis Center
- 1997: Przybysz (The Visitor)
- 2000: Sprawy rodzinne (Family Law)
- 2004: Potyczki Amy (Judging Amy)
- 2008: Dr House (House)
- 2012: Skandal (Scandal)
- 2016: Zabić matkę (Killing Mommy)